# Мальви, Луи-Жан
Луи-Жан Мальви (фр. Louis-Jean Malvy; 1 декабря 1875[…], Фижак — 10 июня 1949, Париж) — государственный деятель Франции. Министр внутренних дел Франции в период Первой мировой войны.

## Биография
Родился 1 декабря 1875 года в Фижаке в семье политика. Юрист. 
Являлся депутатом генерального совета (законодательного органа) департамента Ло (Лангедок). 
Депутат Палаты депутатов парламента Франции (с 1906 по 1919 и с 1924 по 1942 год).
Член партии радикал-социалистов Франции.
В марте 1911 года назначен заместителем министра юстиции Франции в правительстве Эрнеста Мониса. 
С 27 июня 1911 по 14 января 1912 года являлся заместителем министра внутренних дел и религии Франции.
Министр торговли, промышленности, почт и телеграфа Франции (с 9 декабря 1913 по 16 марта 1914).
Министр внутренних дел Франции (с 17 марта 1914 по 9 июня 1914, с 13 июня 1914 по 31 августа 1917, с 9 марта до 10 апреля 1926).
Отстаивал политику профсоюзов в трудовых спорах. Поддерживал политику левых партий.
22 июля 1917 года был обвинён премьер-министром Жоржем Клемансо в слабой борьбе с пораженцами и пацифистами. Подал в отставку 31 августа 1917 года.
В октябре 1917 года был обвинён Леоном Доде в государственной измене. 
По просьбе Мальви было проведено заседание парламента, на котором рассматривался вопрос Мальви. 6 августа 1918 года с него было снято обвинение в государственной измене, но был признан виновным в попустительстве при исполнении должностных обязанностей. Приговорён к ссылке на 5 лет. Провёл годы ссылки в Испании.
В 1924 году вернулся во Францию. Был возвращён в состав парламента. Являлся председателем финансовой комиссии парламента.
9 марта 1926 года вновь был назначен министром внутренних дел на короткий срок до 10 апреля 1926 года.
Оставался активным политическим деятелем до ухода из политики в 1940 году. При этом, до 1942 года сохранил мандат депутата.
Умер 10 июня 1949 года в Париже от сердечного приступа.

## Семья
Внук, Мартен Мальви, политик Франции. Социалист.

## Сочинения
- «Моё преступление» (1921, мемуары)